# アムル県

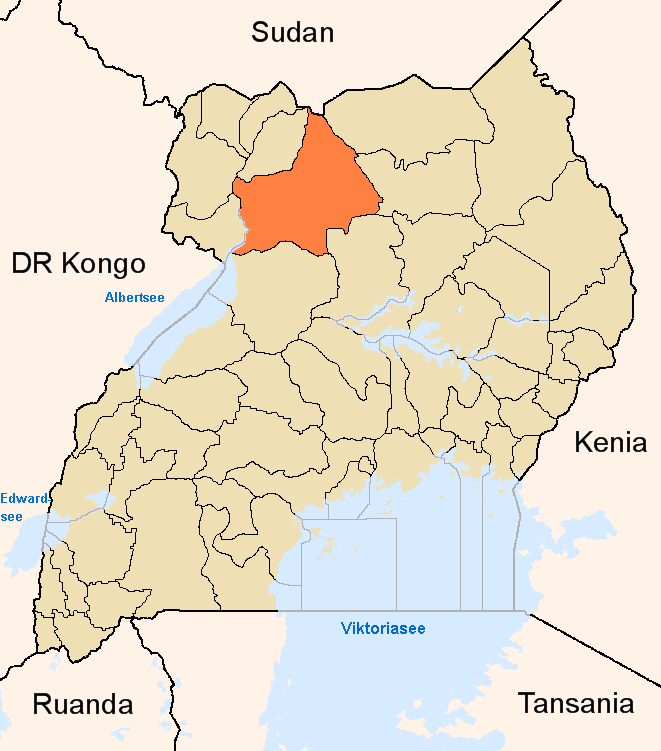
2001年から2005年のグル県、西側のおよそ2/3がアムル県

アムル県  (アムルけん、Amuru District) はウガンダ北西部アチョリ地方西部の県。2006年7月1日にグル県の西部のキラク郡とンウォヤ郡が分割され設置された。2002年の国勢調査人口は 177,783 人。知事に相当する第5地域議会 (LC5) 議長はアンソニー・アチュベ・アマチ。北にキラク郡、南にンウォヤ郡があり、キラク郡にはグルからスーダンの国境のニムレを通りジュバに向かう幹線道が、ンウォヤ郡にはグルからアルアを通りコンゴ民主共和国に向かう幹線道が通る。

## 隣接する県
白ナイルを挟み西ナイル地方のアルア県、ネビ県、南はブニョロのマシンディ県及びブリサ県、北西にアジュマニ県、南東にランゴ地方のオヤム県、北東にキトゥグム県、北に南スーダンと接する。